# Luciano Giovannetti
Luciano Giovannetti (* 25. září 1945 Pistoia) je bývalý italský střelec. Zvítězil v trapu na Letních olympijských hrách 1980 výkonem 198 bodů. Na Letních olympijských hrách 1984 také zvítězil, když nastřílel 192 bodů. Stal se tak prvním, kdo dokázal obhájit olympijské vítězství v trapu. Na Letních olympijských hrách 1988 obsadil osmnácté místo. Je také trojnásobným mistrem světa: v roce 1982 vyhrál trap jednotlivců a v letech 1979 a 1982 trap družstev. Po ukončení kariéry byl trenérem italské reprezentace. Získal vyznamenání Collare d'oro al merito sportivo.